# Malapanagudi, Hospet
Malapanagudi là một làng thuộc tehsil Hospet, huyện Bellary, bang Karnataka, Ấn Độ.